# Antonio Gava
Antonio Gava (ur. 30 lipca 1930 w Castellammare di Stabia, zm. 8 sierpnia 2008 w Rzymie) – włoski polityk i prawnik, długoletni parlamentarzysta, minister w różnych resortach.

## Życiorys
Syn polityka Silvia Gavy. Z wykształcenia prawnik, studia ukończył w 1954. Praktykował jako adwokat, pracował także jako dziennikarz. Zaangażował się w działalność polityczną w ramach Chrześcijańskiej Demokracji. Pełnił różne funkcje w partyjnych strukturach na poziomie miasta i prowincji. W 1960 został radnym prowincji Neapol, do końca lat 60. stał na czele władz wykonawczych tej prowincji.
W latach 1972–1992 zasiadał w Izbie Deputowanych VI, VII, VIII, IX i X kadencji. W latach 1992–1994 wchodził w skład Senatu XI kadencji.
W randze ministra był członkiem siedmiu różnych gabinetów. Od 18 października 1980 do 28 czerwca 1981 pełnił funkcję ministra bez teki w rządzie Arnalda Forlaniego, odpowiadając za kontakty z parlamentem. Od 4 sierpnia 1983 do 28 lipca 1987 był ministrem poczty i telekomunikacji w pierwszym i drugim gabinecie Bettina Craxiego oraz w szóstym rządzie Amintore Fanfaniego. Od 28 lipca 1987 do 13 kwietnia 1988 sprawował urząd ministra finansów u Giovanniego Gorii, a następnie do 16 października 1990 był ministrem spraw wewnętrznych w rządzie Ciriaca De Mity i w szóstym rządzie Giulia Androttiego.
W 1994 został czasowo aresztowany pod zarzutem współpracy z organizacją przestępczą camorra. Miał wykorzystywać nielegalne kontakty z jej członkami m.in. do negocjacji z terrorystami z Czerwonych Brygad, przyczyniając się do uwolnienia porwanego przez nich na początku lat 80. polityka Cira Cirillo. Ostatecznie w 2006 Antonio Gava został uniewinniony.